# 토요타 크라운 마제스타
토요타 크라운 마제스타(Toyota Crown Majesta)는 토요타의 승용차로, 자사의 크라운보다 한 등급 높은 고급 승용차이다.대형차이다

### 1세대 (S140, 1991~1995)

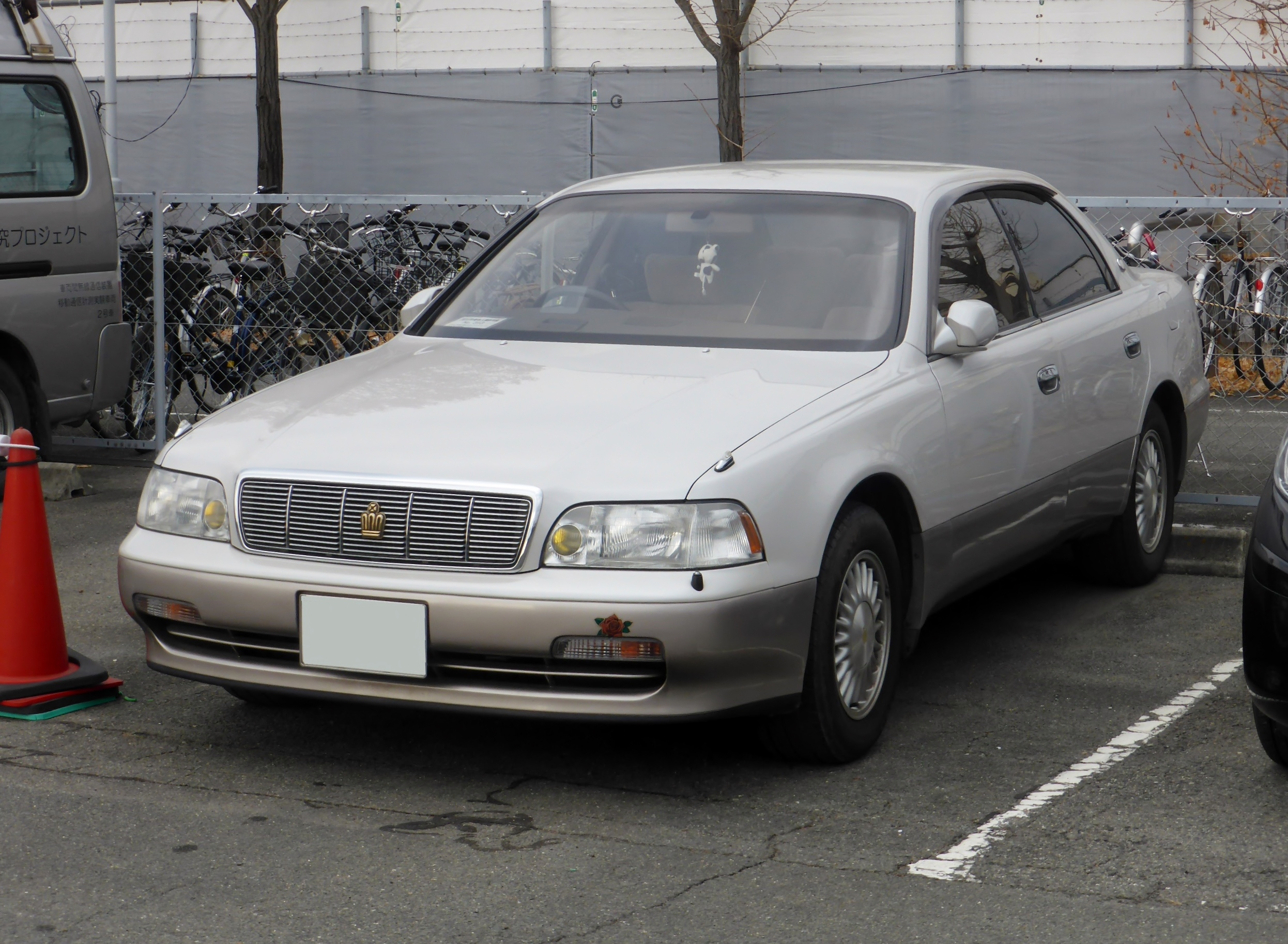
토요타 크라운 마제스타 정측면

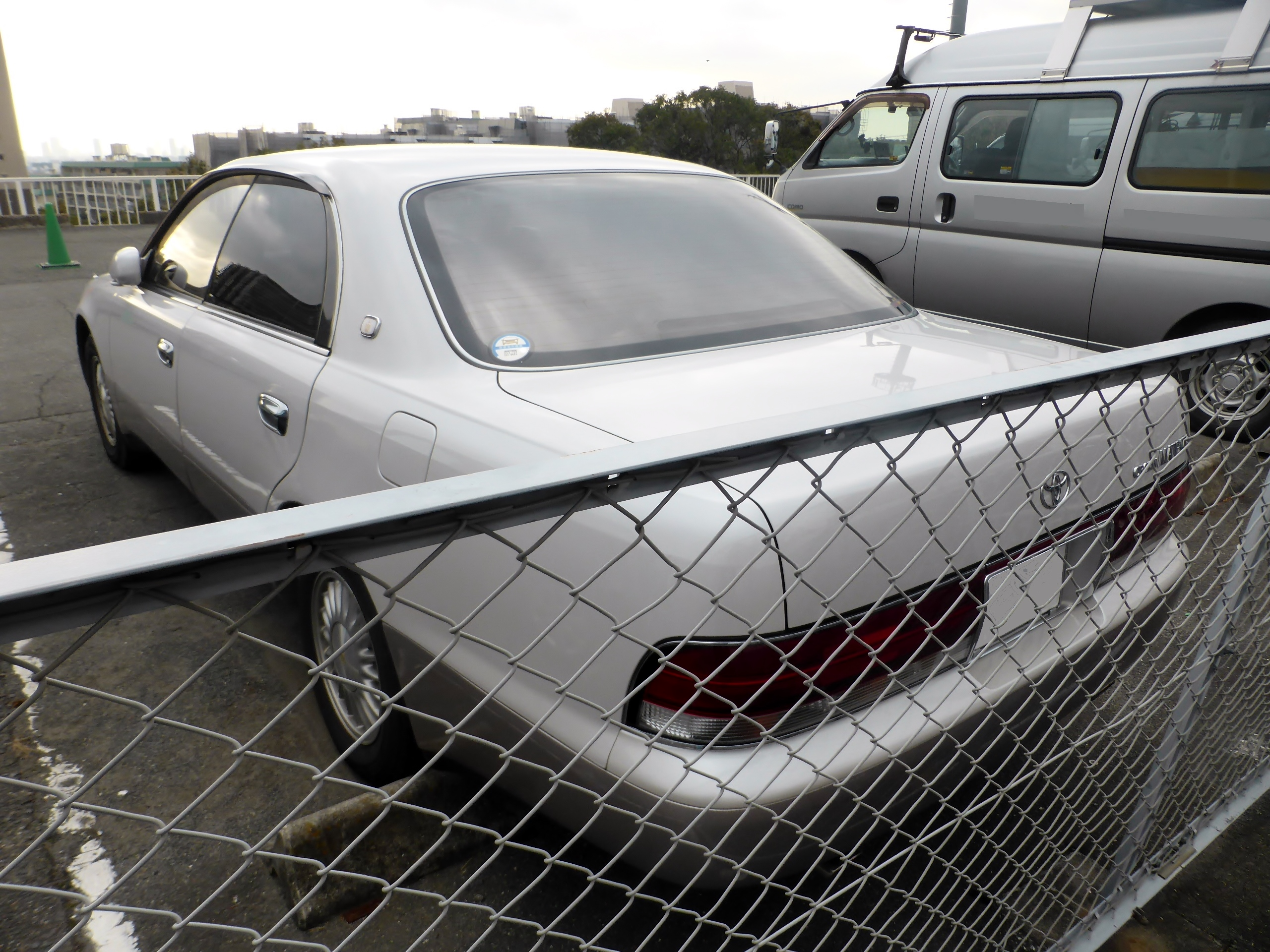
토요타 크라운 마제스타 후측면

크라운과 1989년에 출시된 셀시오(렉서스 LS)의 사이에 위치하는 차종으로 출시되었다. 엔진은 9세대 크라운의 직렬 6기통 3,000cc와 셀시오의 V형 8기통 4,000cc 등 2가지였다. 플랫폼은 1세대 아리스토(렉서스 GS)와 공유했고, 프레임리스 도어를 지녔다. 앞 유리 위에 주행 정보를 표시하는 기능을 갖춘 프론트 헤드 업 디스플레이를 달았다. 1993년에는 조수석 에어백을 옵션에 추가했다.

### 2세대 (S150, 1995~1999)

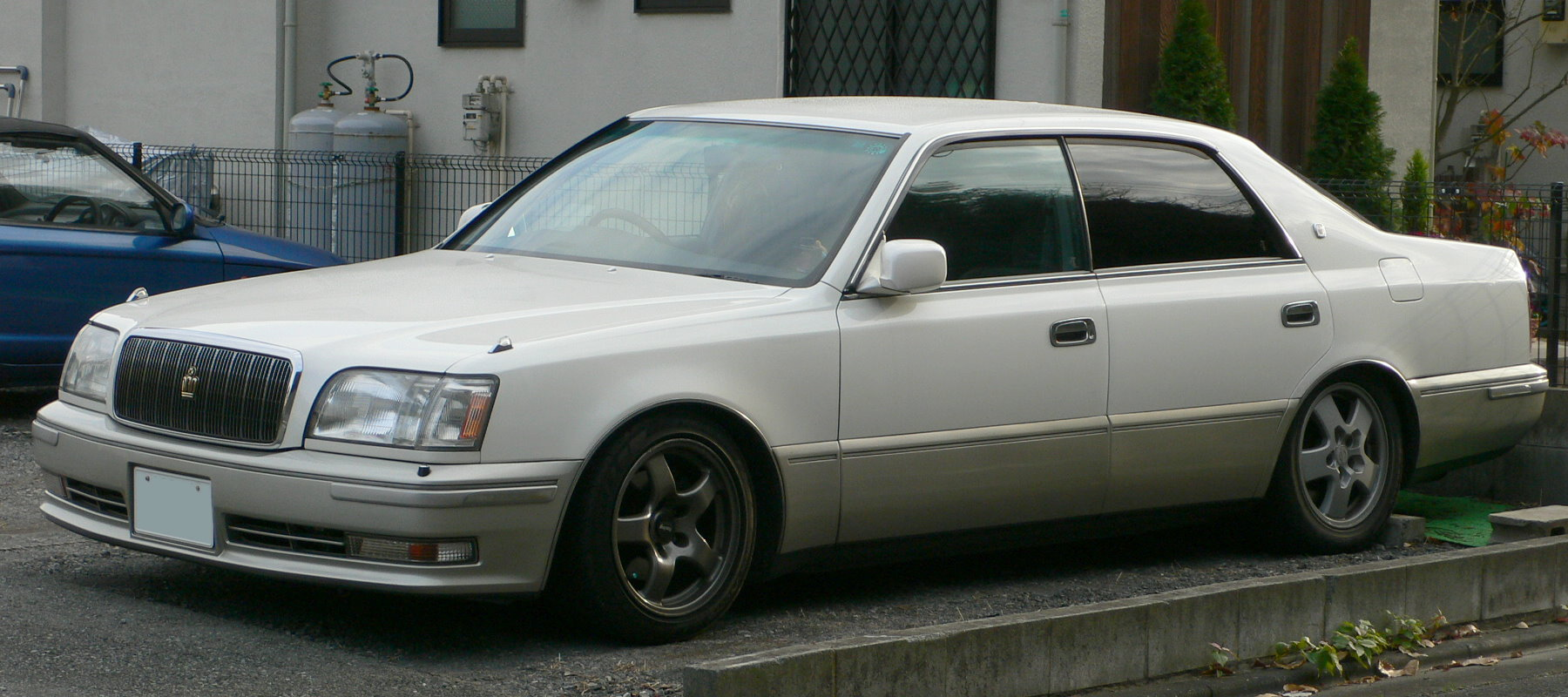
토요타 크라운 마제스타 정측면

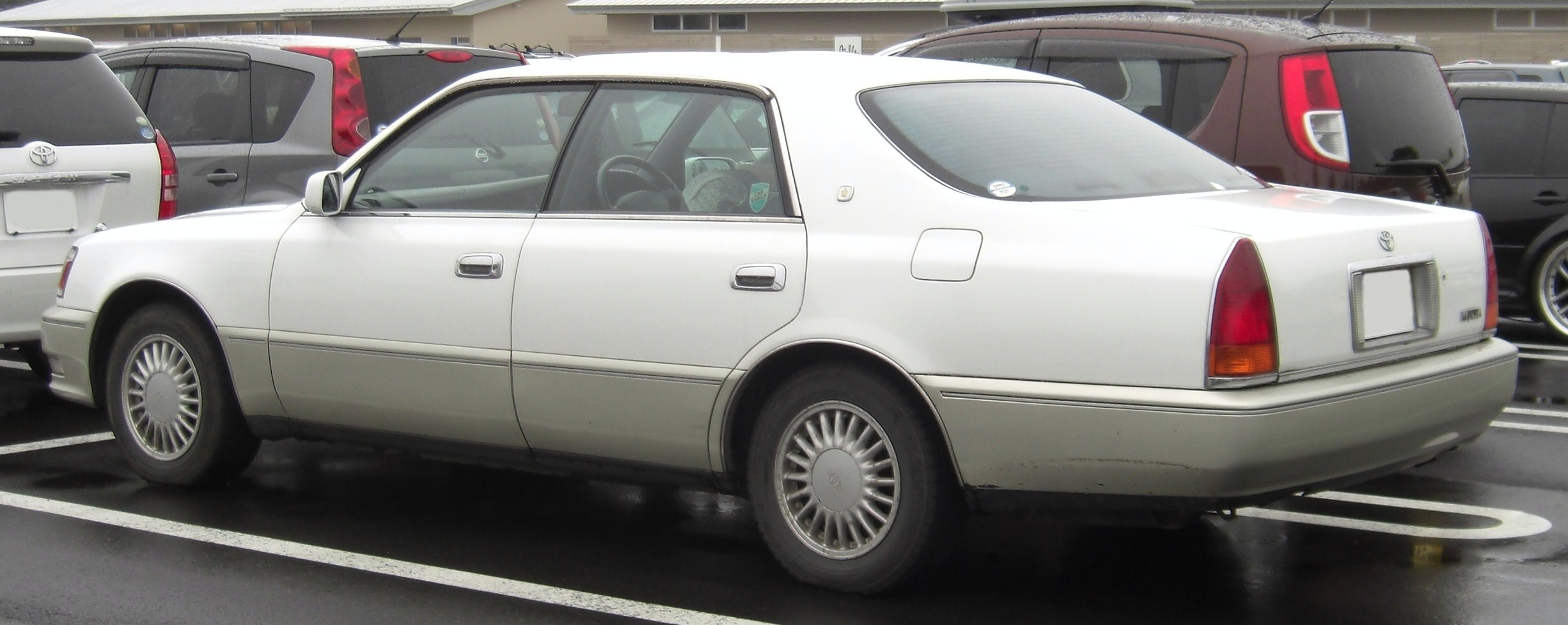
토요타 크라운 마제스타 정측면

1세대의 리어 램프는 가로로 긴 형상이였으나, 2세대부터는 세로로 긴 형상을 가졌다. 거품 경제의 붕괴 후에 출시되어 1세대에 비해 인테리어에서 고급 편의 사양의 간략화가 두드러졌다.

### 3세대 (S170, 1999~2004)

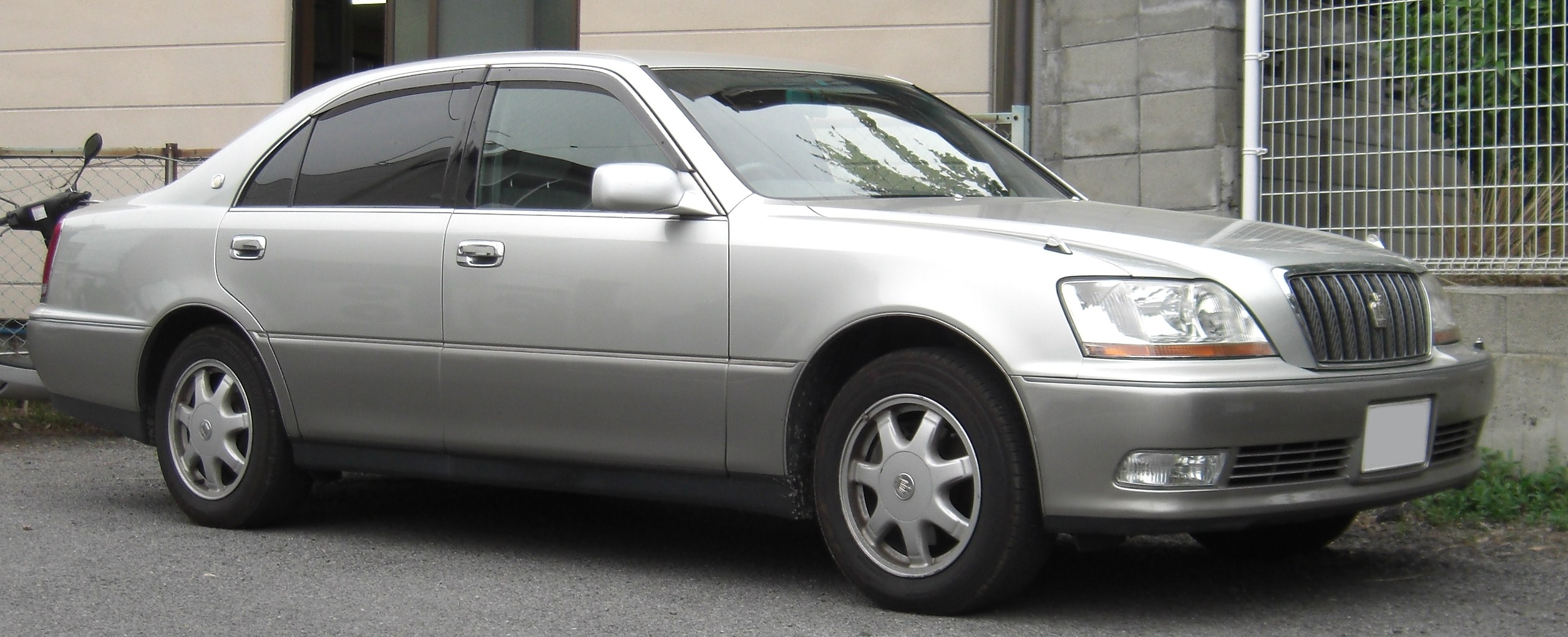
토요타 크라운 마제스타 정측면

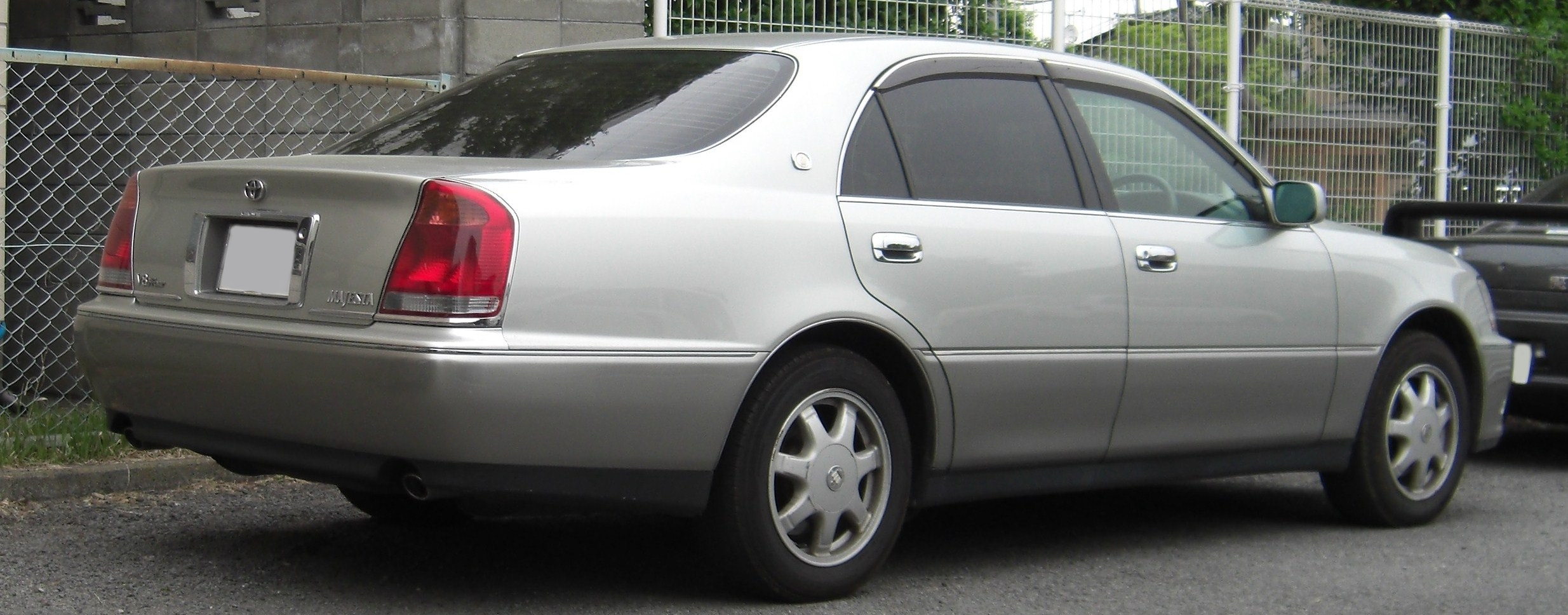
토요타 크라운 마제스타 후측면

11세대 크라운의 플랫폼을 공유했고, 3세대부터는 프레임리스 도어를 대신해 창틀을 가진 일반적인 도어가 적용되었다. 네비게이션 종류가 기존의 CD-ROM 방식에서 DVD 방식으로 변경되었다.

### 4세대 (S180, 2004~2009)

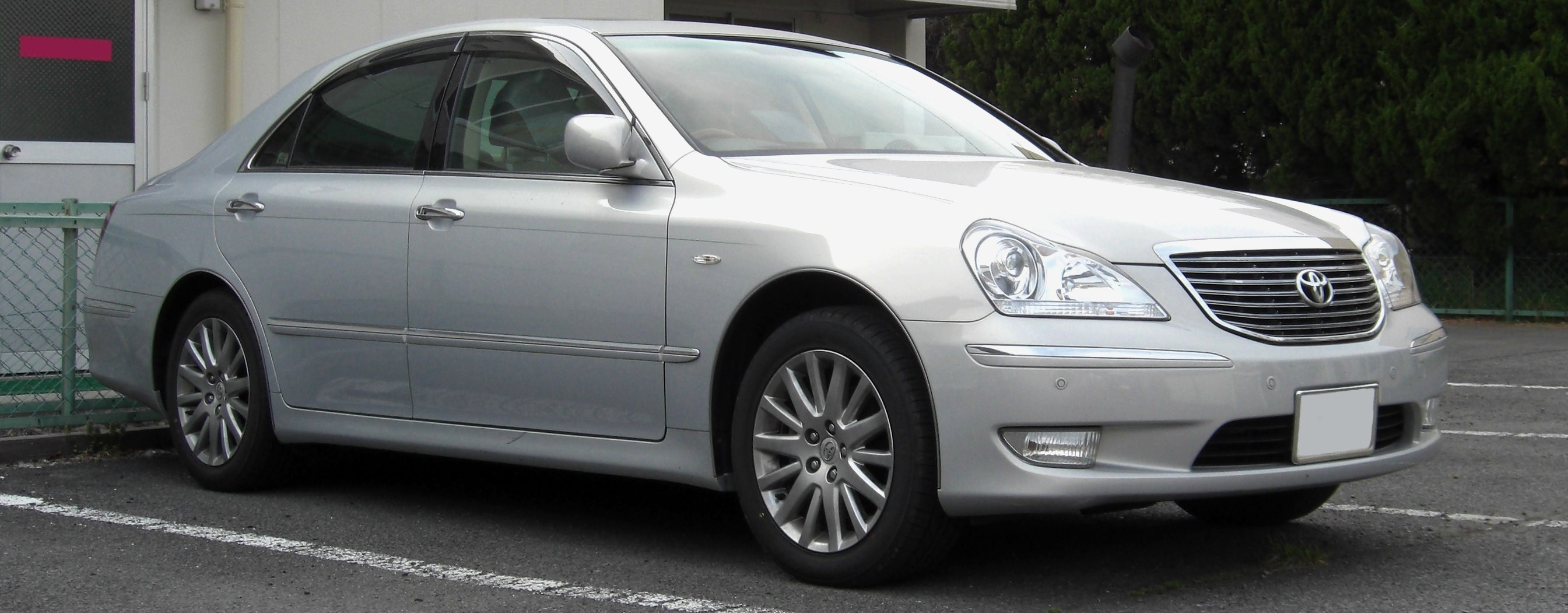
토요타 크라운 마제스타 정측면

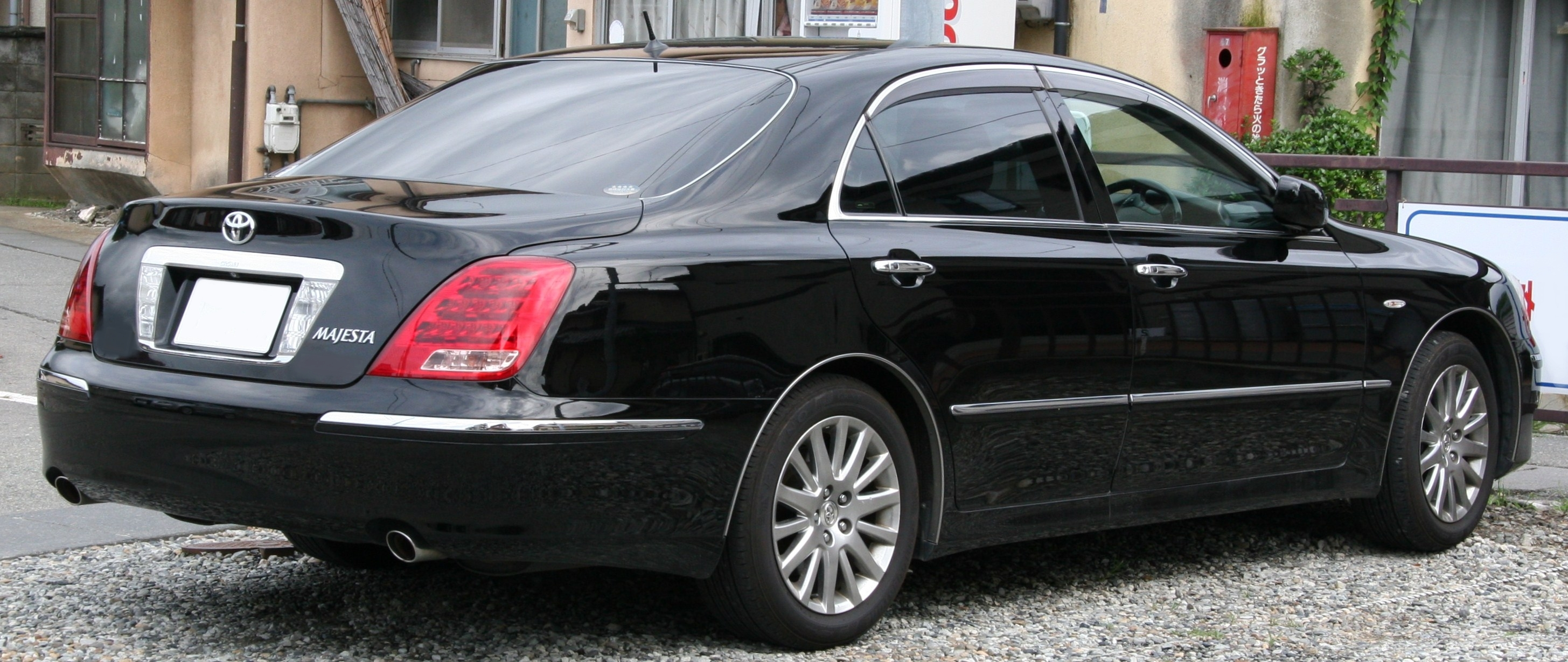
토요타 크라운 마제스타 후측면

12세대 크라운의 플랫폼을 공유했고, 3세대까지의 직선 위주의 디자인에서 벗어나 곡선이 가미된 디자인으로 바뀌었다. 또한 3세대까지는 라디에이터 그릴에 크라운과 공용인 왕관 모양을 본뜬 엠블럼을 적용했으나, 4세대부터는 토요타 엠블럼이 적용되었다. 엔진은 V형 8기통 4,300cc만 있었고, 역대 크라운 마제스타 중 최초로 6단 자동변속기를 달았다. 타겟 고객층의 나이를 낮추기 위해 투톤 컬러를 없애고, 스포티함을 강조한 원톤 컬러만 설정했다.

### 5세대 (S200, 2009~2013)

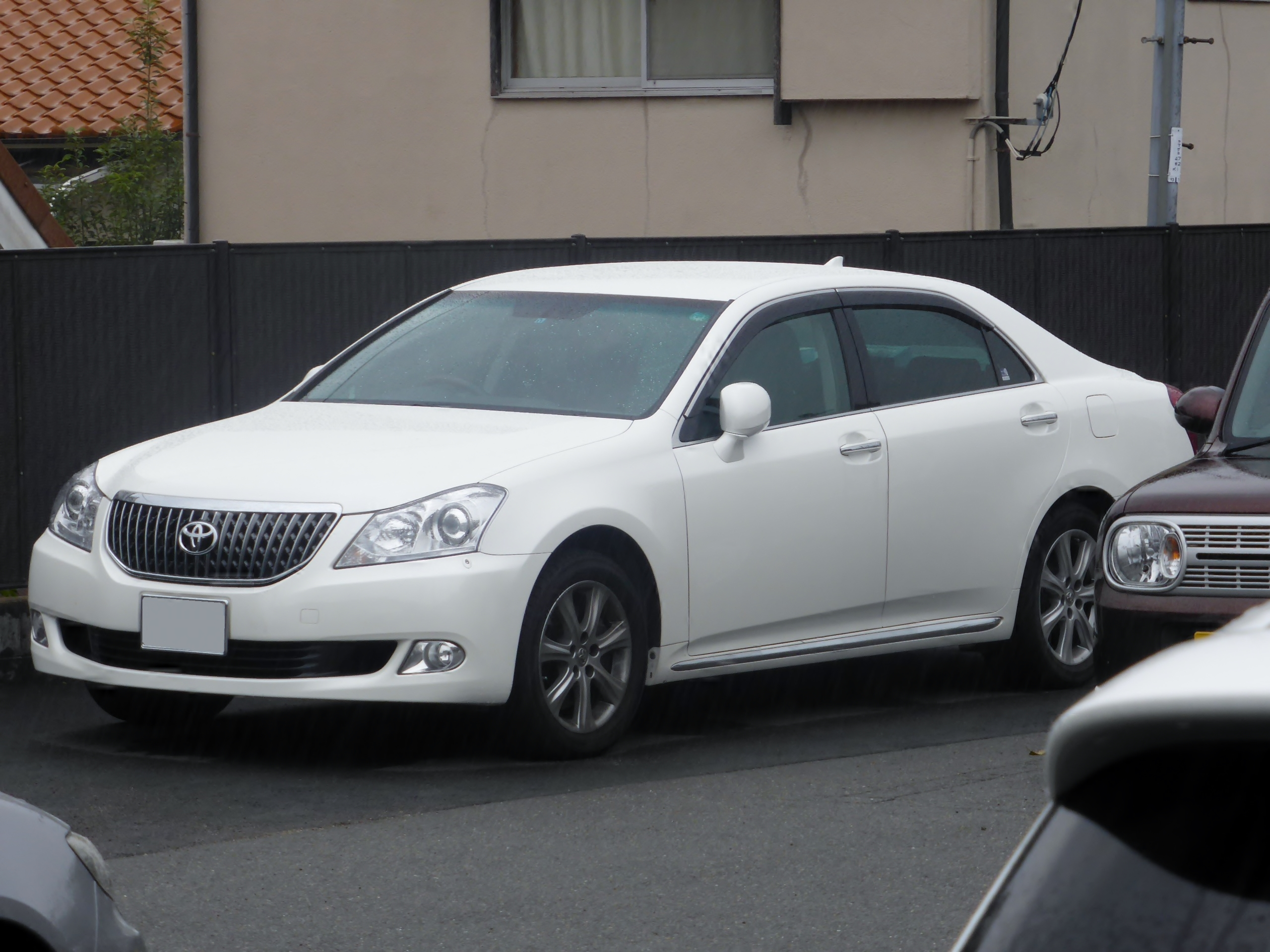
토요타 크라운 마제스타 정측면

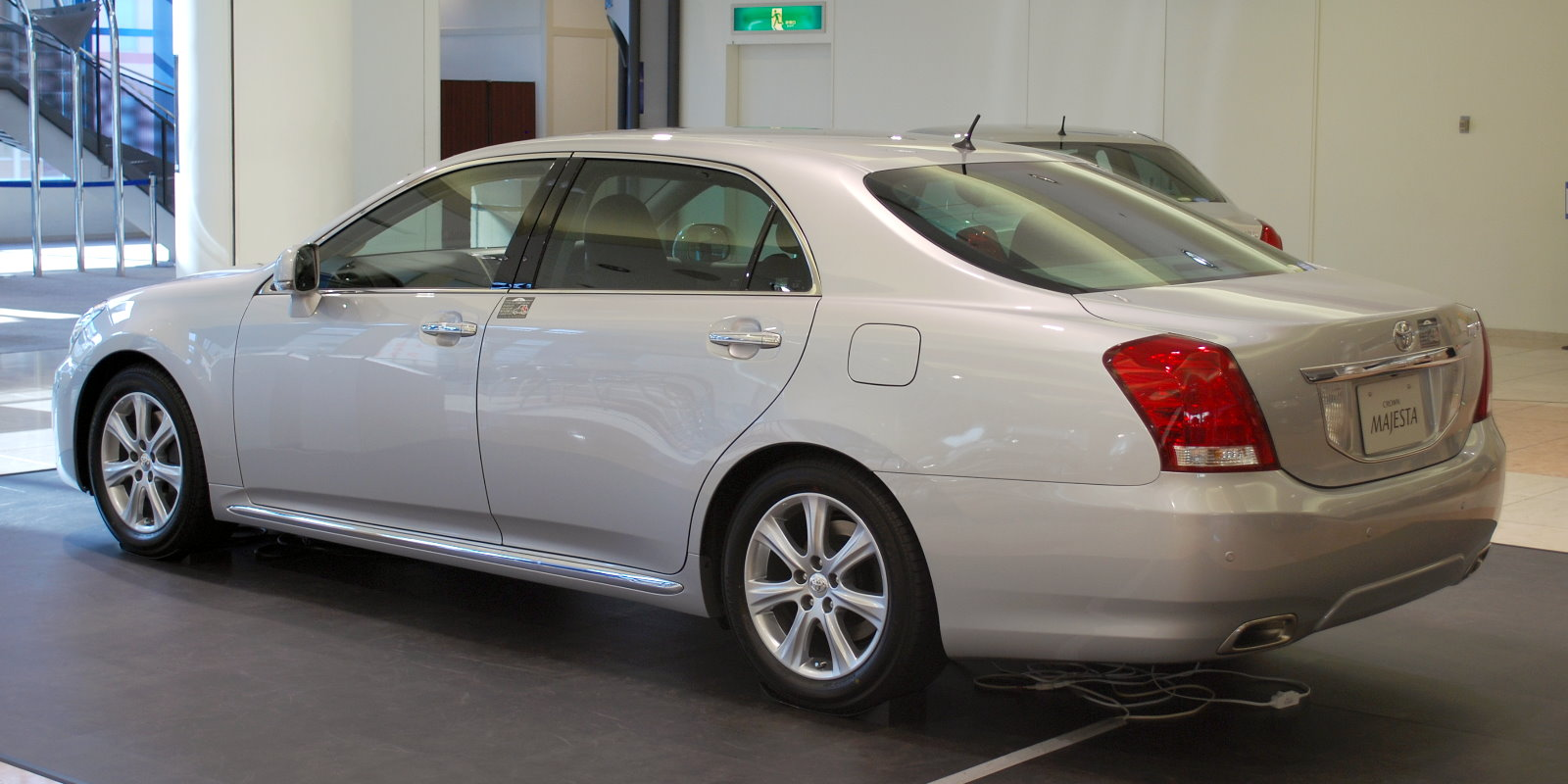
토요타 크라운 마제스타 후측면

전장이 5,000mm에 육박하는 큰 차체 크기를 지녔고, 후륜구동은 V형 8기통 4,600cc, 4륜구동은 V형 8기통 4,300cc이다. 네비게이션의 지도 정보를 바탕으로 해서 댐퍼의 감쇠력을 바꾸는 기능이 내장된 전자 제어식 에어 서스펜션이 기본으로 적용되었다. 최고급 트림인 G 타입에는 역대 크라운 마제스타 중 최초의 대형 리어 센터 콘솔을 설치한 4인승인 F 패키지를 선택할 수 있는데, 이 G 타입의 F 패키지는 세계 최초로 뒷좌석 중앙에도 에어백을 설치해 사고시에 뒷좌석 승객끼리의 충돌을 막았다.

### 6세대 (S210, 2013~2018)

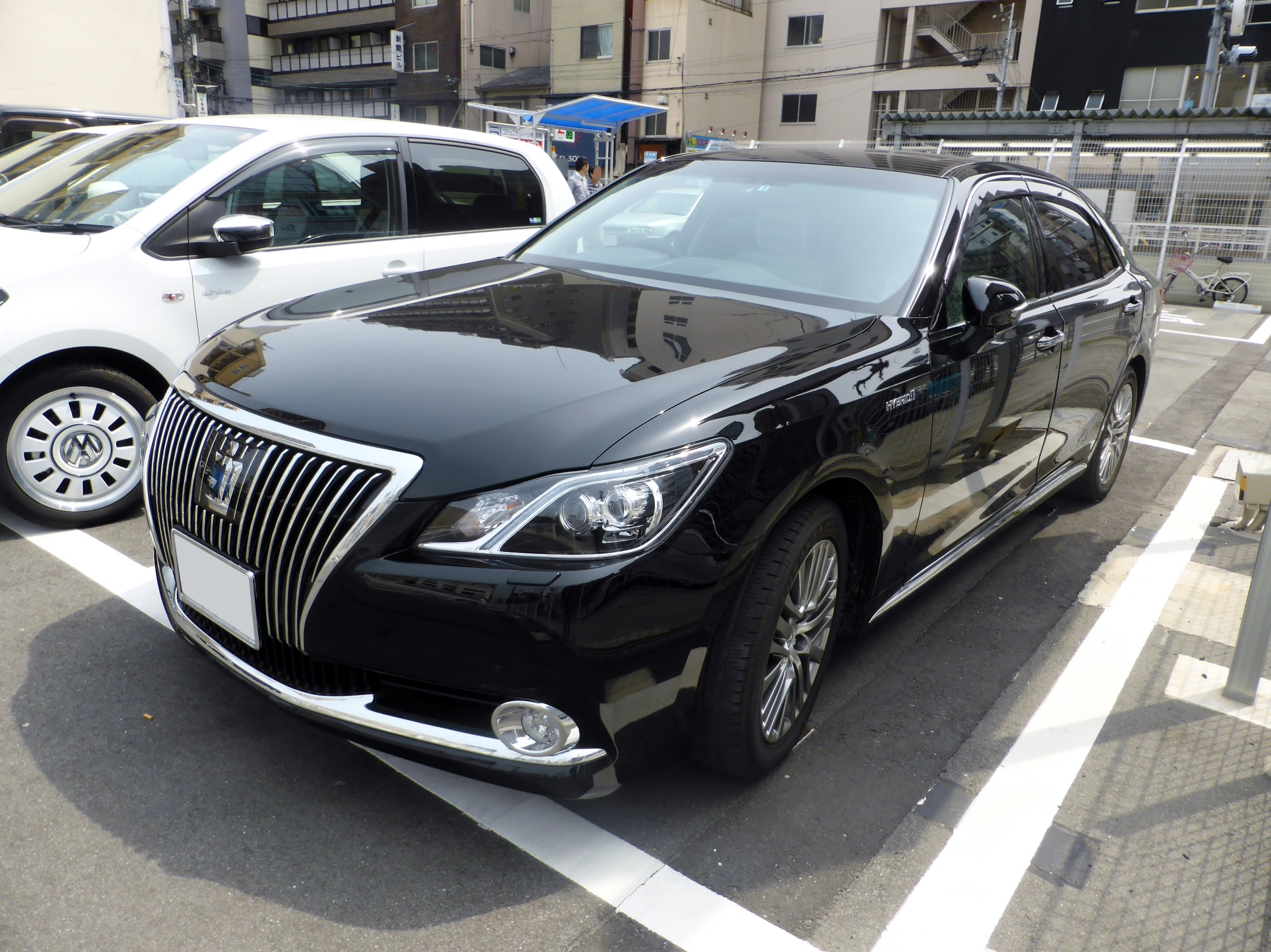
토요타 크라운 마제스타 시리즈 정측면

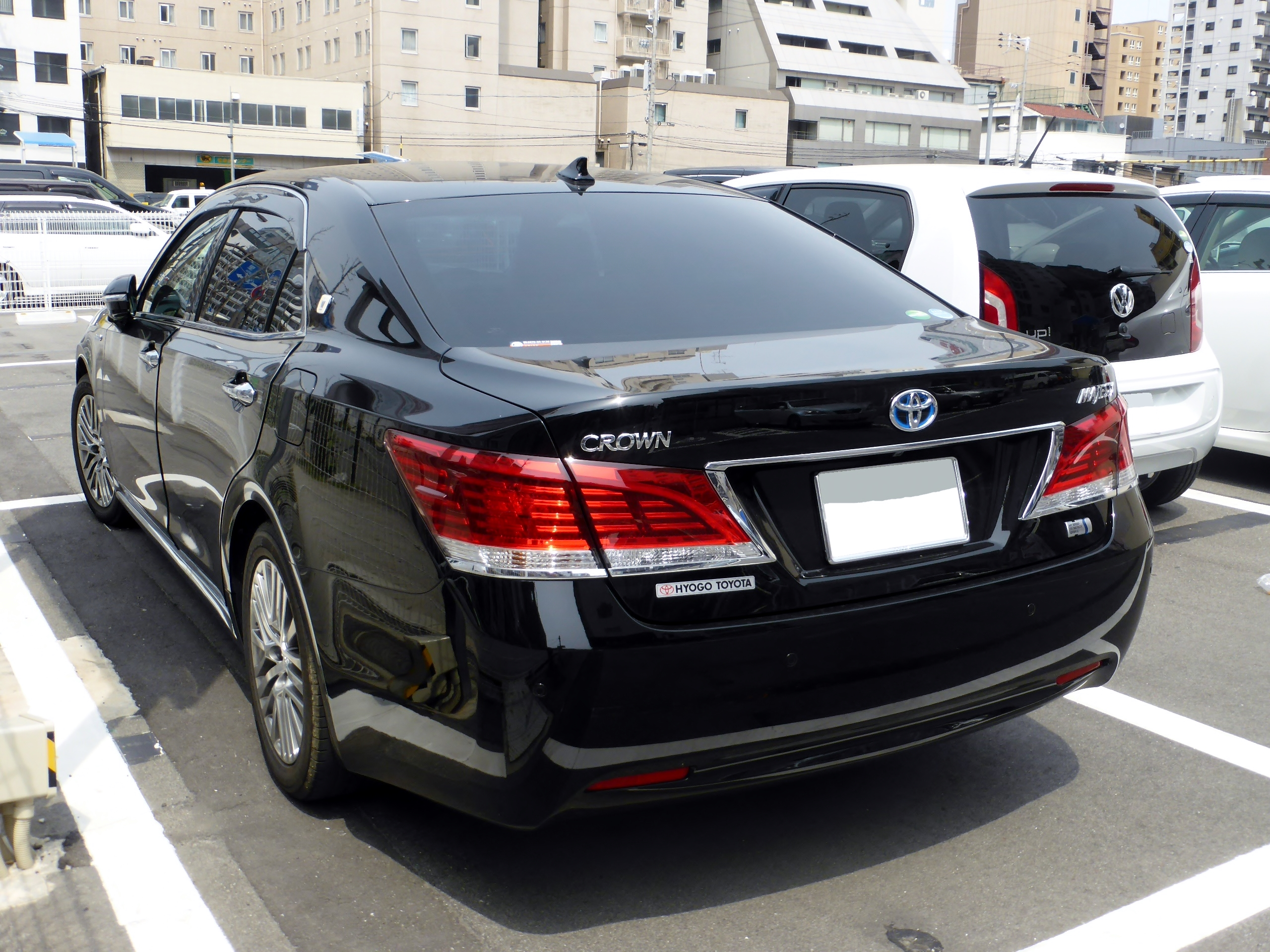
토요타 크라운 마제스타 시리즈 후측면

1세대부터 내려온 크라운 마제스타의 전용 차체는 폐지되고, 단순히 14세대 크라운의 휠 베이스를 연장한 롱 바디 버전이 되었다. 이 때문에 2세대부터 5세대까지 이어진 세로형 리어 램프도 가로형으로 바뀌었다. 동시에 차명이 크라운으로 바뀌어 크라운 마제스타라는 독립 차종에서 크라운 내의 로얄 시리즈, 애슬리트 시리즈와 같은 시리즈(마제스타 시리즈)로 바뀌었다. V형 8기통 엔진도 폐지되었으며, V형 6기통 엔진에 모터를 결합한 하이브리드 전용 차종으로 탈바꿈했다. 에어 서스펜션과 쿨 박스 등 편의 사양도 삭제되어 크라운 마제스타의 독자적인 개성은 크게 줄었고, 구동 방식도 4륜구동이 폐지되어 후륜구동만 남게 되었다. 라디에이터 그릴에는 3세대까지 적용된 왕관 모양을 본뜬 엠블럼이 다시 적용되었다.
2018년 4월 27일에 렉서스 LS, 센추리와의 간섭을 피해 크라운에 통합되는 형식으로 단종되었다.